# Nikáb

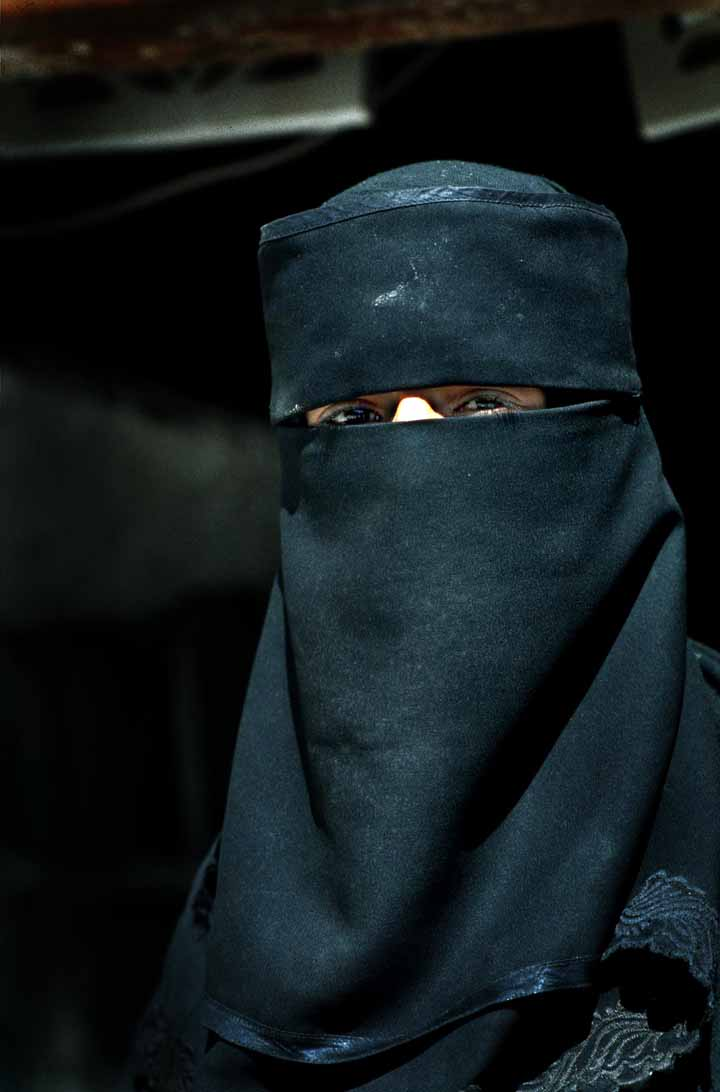
Žena s nikábem v Jemenu

Nikáb (případně též niqáb, arabsky نِقاب‎) je závoj zakrývající obličej mimo očí. Žena, která ho nosí, je označována za munaqqabah (množné číslo munaqqabāt), i když dnes se často používá slovo niqábi. Nikáb bývá často zaměňován s burkou – pojmenování závisí hlavně na zeměpisné oblasti.
Podle některých islámských učenců je nikáb povinností (fard), zatímco jiní jeho nošení považují pouze za chvályhodný čin (mustahabb). Nošení nikábu je naopak v některých státech zakázáno, protože tento oděv znemožňuje identifikaci člověka a usnadňuje páchání teroristických útoků.

## Druhy
Slovem nikáb bývá označováno několik druhů závojů:
1. rouška obdélníkového tvaru zakončená gumičkou, která se přetáhne přes hlavu a umístí pod očima – typické pro Kuvajt
2. rouška obdélníkového tvaru, která má mezeru pro oči, umisťuje se na čelo a zavazuje se nejčastěji pomocí tkaniček (může být také např. na suchý zip) – typické pro Saúdskou Arábii
3. k roušce č. 2 je připevněn závoj, který se dává dozadu, čímž zakrývá uzel, kterým je nikáb upevněn

Nikáb č. 3 může mít místo jednoho závoje dva. Některé ženy si druhý závoj stahují do obličeje, čímž si zakrývají oči. Mezera na oči může být také doplněna o šňůrku, která se umisťuje mezi oči.

## Barvy
Ve většině případů bývá nikáb černé barvy. Není to však podmínkou, závoj může být jakékoliv odstínu. Přednost bývá dávána ne příliš výrazným barvám – tmavě modré, zelené, hnědé, béžové. Takto barevné nikáby jsou nošeny hlavně v Sýrii či v Egyptě, zatímco pro země Perského zálivu jsou typické černé závoje.

## Kde se nikáb nosí

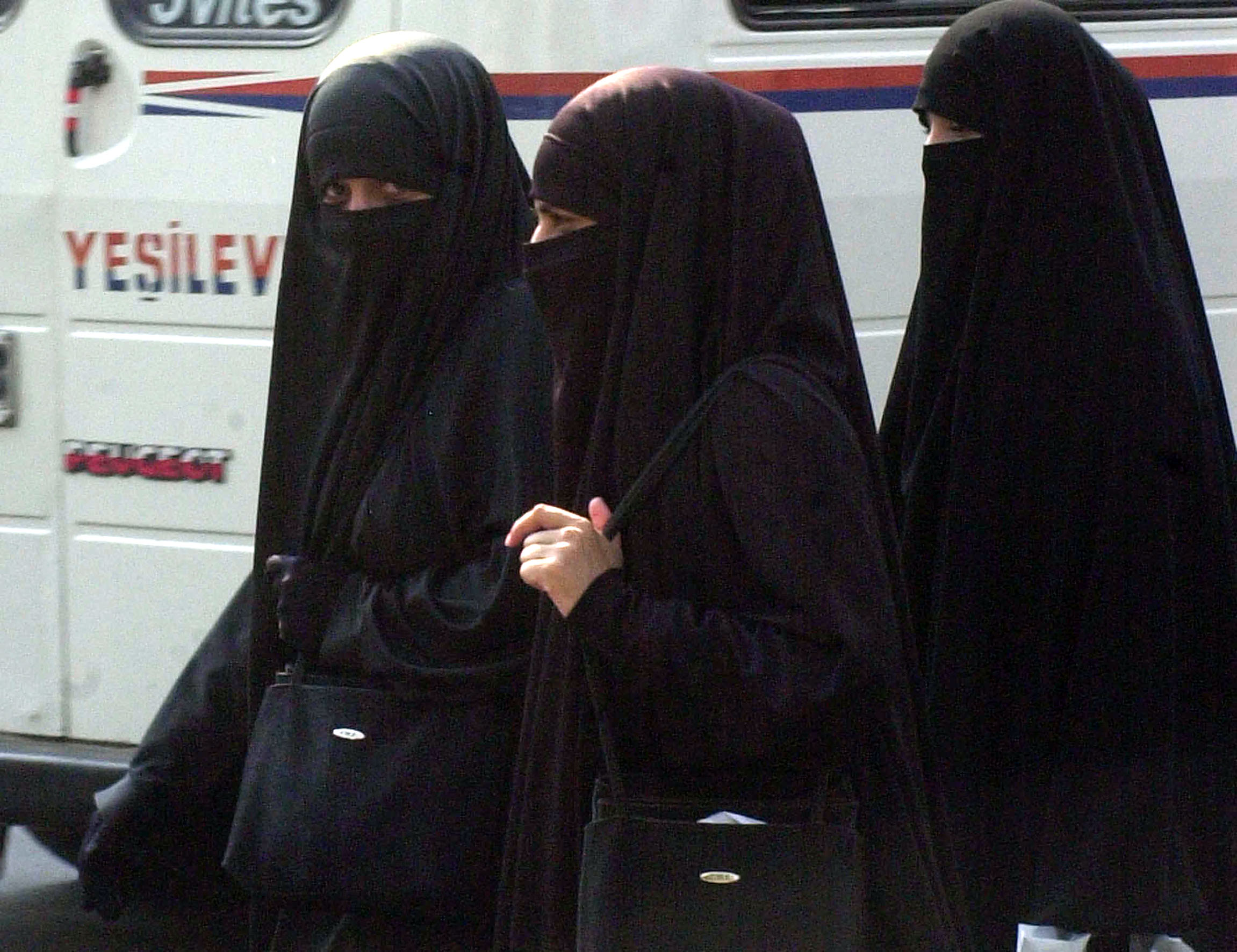
Ženy v nikábu v turecké Adaně

Nejčastěji se s nikábem setkáme v zemích Perského zálivu, hlavně v Saúdské Arábii, Kuvajtu a Kataru. V Ománu zastává většina muslimů názor, že nikáb není povinností, a nosí ho pouze malé množství žen spíše kvůli svému vyššímu sociálnímu postavení než z náboženského přesvědčení. Šíitské muslimky nenosí nikáb, tudíž není příliš k vidění ani v Bahrajnu. Zato se vzrůstající popularitě těší v Egyptě.

## Oblečení k nikábu
Ženy, jež si zahalují obličej závojem, nejčastěji nosí abáju. Speciální druh abáje, která zahaluje tělo od hlavy až k patě, je nošen v Saúdské Arábii či v Kuvajtu. Muslimky v Sýrii a v Egyptě doplňují často nikáb závojem zvaným chimár, k tomu nosí halenku a sukni. V Sýrii a okolí se také setkáme s kombinací nikábu a džilbábu.